# Mikrotillstånd
Ett mikrotillstånd är inom fysiken en komplett beskrivning av tillståndet för ett system. Läge och rörelsemängd är alltså kända för alla partiklar som ingår i systemet. Kvantmekaniskt kan det uttryckas som att vågtalen för alla partiklar är kända. I praktiken är det mycket opraktiskt att beskriva större system i dess mikrotillstånd då det blir nästintill omöjligt att arbeta med det stora antal parametrar som behövs för att beskriva systemet. Större system brukar därför beskrivas i makrotillstånd.
Antalet mikrotillstånd betecknas ofta med bokstaven W eller Ω. Om ett system består av två delsystem A och B är det totala antalet tillstånd Ω = ΩA x ΩB. Inom statistisk mekanik definieras entropi som logaritmen av antalet mikrotillstånd: S = kB ln Ω, där kB är Boltzmanns konstant. 